# Tata Nano
Der Tata Nano ist ein viersitziger Kleinstwagen des indischen Automobilhersteller Tata Motors. Das Fahrzeug wurde auf der 9. New Delhi Auto Expo am 10. Januar 2008 vorgestellt und sollte ursprünglich im September 2008 in Indien auf den Markt kommen. Nach Verzögerungen wurde der erste Nano LX am 17. Juli 2009 in Mumbai von Ratan Tata selbst an den indischen Zollbeamten Raghunath Vichare übergeben. Vichare hatte bei einer Lotterie das Recht zum Kauf des ersten Nano gewonnen.
Nach knapp 10 Jahren Produktionszeit wurde das Modell wegen der sehr niedrigen Verkaufszahlen im Sommer 2018 eingestellt.

## Konzept
Das Fahrzeug wurde anfangs mit einem Kaufpreis von 100.000 iR (etwa 1440 Euro) zuzüglich Steuern beworben, womit es das günstigste Auto der Welt gewesen wäre. Dementsprechend war es vor Bekanntgabe seines Markennamens auch als „One Lakh Car“ (Einhunderttausend-[Rupien-]Auto) bekannt. Der versprochene Verkaufspreis von einem Lakh wurde tatsächlich nur für die ersten 100.000 Exemplare eingehalten und verdoppelte sich danach fast. Als günstigstes Auto der Welt wurde es mittlerweile vom Bajaj Qute unterboten, der allerdings als Leichtfahrzeug eingestuft wird und für den in Indien die neue Fahrzeugsparte „Quadricycle“ geschaffen wurde.
Als Marketingaktion wurden die ersten Exemplare nicht verkauft, sondern die Kaufberechtigung für die ersten 100.000 Fahrzeuge wurde verlost, was mehr als der vorläufigen Jahreskapazität entsprach. Nur für diese Stückzahl wurde der Preis von 100.000 iR garantiert. Ab Mitte 2012 wurde der Wagen je nach Region ab etwa 150.000 iR (etwa 2160 Euro) angeboten.
Ermöglicht wurde der günstige Preis hauptsächlich durch folgende Faktoren:
- kein Einbau von Komfortelementen (Servolenkung, Automatikschaltung, Klimaanlage, Autoradio, elektrische Fensterheber)
- Heckklappe (fünfte Tür) als Extra. Die Standardausstattung umfasst vier Türen; der Kofferraum ist von innen über die umklappbare Rückbank erreichbar
- Verzicht auf einige Sicherheitselemente (zweiter Außenspiegel, Airbags, Antiblockiersystem)
- nur drei Radmuttern
- größtmöglicher Anteil an Kunststoff- statt Metallblechverarbeitung
- Geklebte anstelle geschweißter Chassis- und Karosserieverbindungen
- geringe Arbeits- und Materialkosten im Produktionsland Indien

Zahlreiche Ausstattungsmerkmale wie zweiter Außenspiegel, Autoradio, Heckklappe oder Automatikschaltung waren als Sonderausstattung erhältlich.
Im Februar 2009 kündigte Ratan Tata eine in Europa zulassungsfähige Version an, die auf dem Genfer Autosalon im März 2009 ausgestellt wurde und 2010 erscheinen sollte, aber nie erschienen ist.

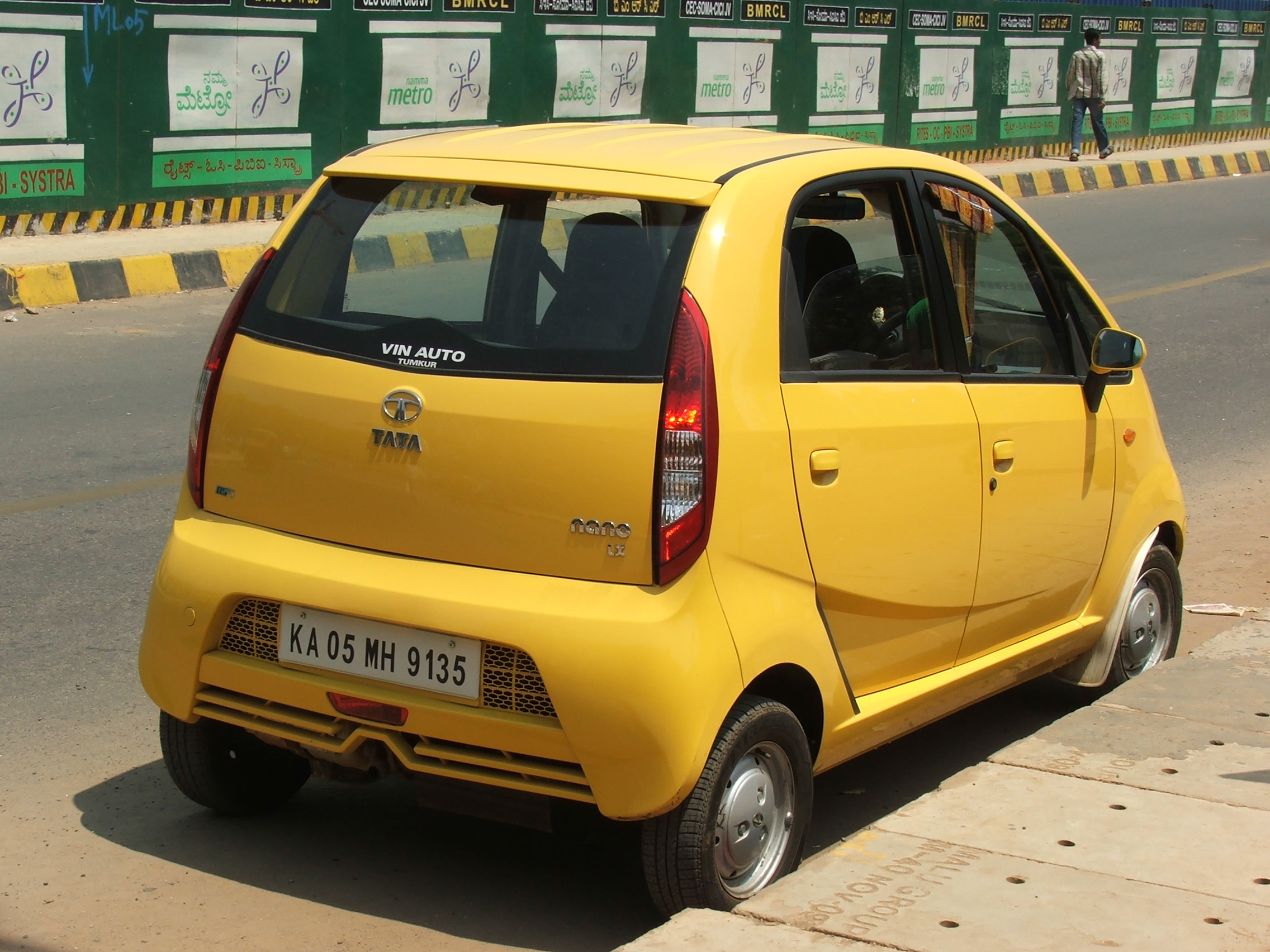
Heckansicht
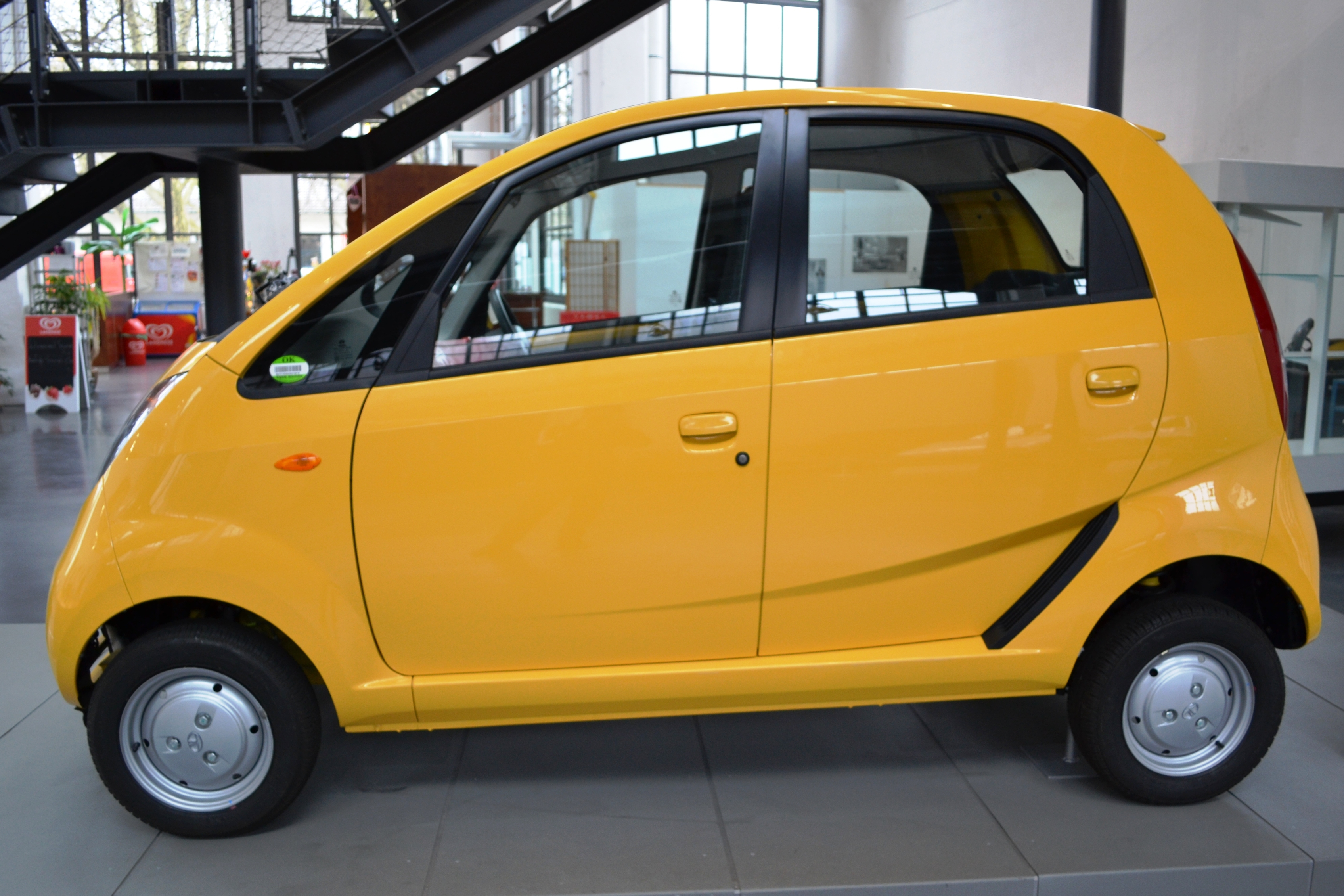
Seitenansicht

## Verkaufszahlen und Rezeption
Der Verkaufserfolg blieb deutlich hinter den Erwartungen zurück. Tata Motors erwartete vor der Einführung eine Nachfrage von jährlich einer Million Fahrzeugen. Diese Zahl wurde, auch aufgrund mangelnder Fertigungskapazität, nie auch nur ansatzweise erreicht. Die Endmontage in Sanand weist eine Kapazität von monatlich 24.000 Einheiten auf, tatsächlich wurden im gesamten ersten Jahr nur rund 70.000 Nanos verkauft. Im besten Jahr 2012 waren es 76.747 in Indien verkaufte Fahrzeuge, noch hinter einem anderen Modell des Herstellers. Anfang 2013 wurden die Verkäufe mit weniger als 20 % der Kapazität beziffert. Im Laufe der Zeit gingen die Verkäufe weiter zurück. 2017 schwankte die monatliche Produktion zwischen 100 und 1000 Exemplaren. Tiefpunkt war der Oktober 2017 mit nur 57 Stück.
Der versprochene Kaufpreis von einem Lakh wurde nicht lange gehalten und der Preis stieg anschließend fast auf das Doppelte an. Hinzu kam die Verunsicherung der Verbraucher durch technische Mängel, etwa mehrere Fälle von Fahrzeug-Bränden 2009.

## Technik
Im Heck des Nano sitzt ein Zweizylindermotor, der von Tata mit Unterstützung von FEV Motorentechnik in Aachen entwickelt wurde. Die Ottoversion hat einen Hubraum von 624 cm³ und entwickelt eine Leistung von 28 kW (38 PS) bei 5500/min; der Dieselmotor hat den gleichen Hubraum, jedoch nur 20 kW (28 PS). Beide Varianten sind wassergekühlt. Um die Schwingungen des Gleichläufer-Viertakt-Reihenmotors („Twin“) zu verringern, ist eine Ausgleichswelle vorgesehen, die entgegen der Kurbelwelle rotiert. Das Getriebe hat vier Gänge und stammt von dem indischen Zweiradhersteller Kinetic. Eine Version mit einem stufenlosen Getriebe desselben Herstellers war ebenfalls vorgesehen, galt als kostengünstige Lösung und hätte den Motor in einem günstigen Drehzahlbereich gehalten.
Der Verbrauch liegt nach Herstellerangaben, denen ein gesetzlicher indischer Prüfzyklus zu Grunde liegt, bei 4,24 l/100 km. Die Höchstgeschwindigkeit mit dem Ottomotor beträgt 105 km/h, auf 100 km/h beschleunigt der Nano in 27,5 Sekunden. Das Fahrzeug ist an beiden Achsen mit Trommelbremsen (180 mm Durchmesser) ausgestattet.
Ein Kofferraum, der „Platz für eine Aktentasche“ bietet, befindet sich vor der Vorderachse und birgt gleichzeitig den Tankstutzen, was eine eigene Tanköffnung erübrigt. Ein weiterer Stauraum liegt, nur von innen zugänglich, hinter der Rückbank. Die Kofferraumgröße wird mit 30 Litern angegeben. Im Falle des Nano 2012 beträgt die Kapazität nun 80 bzw. 500 Liter (ohne/mit umgeklappter Rückbank).
Im Dezember 2009 wurde die Entwicklung einer Hybridversion angekündigt.

### Sicherheit
Der Nano erfüllt die in Indien geltenden gesetzlichen Sicherheitsvorgaben, die an die europäischen angelehnt sind. Enthalten ist ein Frontalcrash bei 48 km/h und die Einhaltung der ECE-R-12-Spezifikation. Zum Nachweis, dass der Nano auch europäische Vorgaben erfüllen kann, wurde im Juli 2009 in Birmingham durch die britische Kfz-Zulassungsbehörde ein Crashtest durchgeführt. Dazu wurde die Struktur des Fahrzeugs im Vorderwagen sowie in den Türen geringfügig verstärkt und ein Fahrerairbag eingebaut, was das Fahrzeuggewicht um 18 kg erhöht. Damit bestand der Nano den Frontalcrash mit 40 % Überdeckung und 56 km/h nach der Norm ECR-94 und erfüllt aktuelle europäische Vorgaben. In Indien gelten seit 2012 vergleichbare Vorschriften.
Für den europäischen Markt wollte Tata bis 2012 eine größere (15 cm länger, 5 cm breiter) und stärker motorisierte (Turbomotor mit 42 kW und Fünfganggetriebe) Weiterentwicklung des Nano erarbeiten, wobei man eine Einstufung von vier Sternen nach Euro NCAP anstrebte. Ein Test nach NCAP durch den ADAC Anfang 2014 ergab für den Nano aber ein mageres Ergebnis von null Punkten.
Im Herbst 2009 wurde über Kurzschlüsse in der Elektrik mancher der 7500 Fahrzeuge berichtet. Tata sprach von „geringe[r] Rauchentwicklung“. Zudem seien durch einen „kleinen Kurzschluss“ in der Elektronik zur Bedienung von Scheibenwischern und Beleuchtung feuerfeste Plastikteile angeschmort.

### Zulieferer
- Bosch: Einspritztechnik, Bremssysteme und Teile der Autoelektrik[26]
- GKN:[27] Seitenwellen
- Freudenberg: Motoraufhängung[28]
- Mahle: Nockenwelle[29]
- Saint-Gobain Sekurit: Verglasung[30]
- ZF Friedrichshafen: Spurstangen[29]
- Kinetic: Getriebe[31]
- BASF: Katalysator, synthetische Motorkomponenten und Lack[32]